# Keetia rufivillosa
Keetia rufivillosa är en måreväxtart som först beskrevs av Robyns, John Hutchinson och John McEwan Dalziel, och fick sitt nu gällande namn av Diane Mary Bridson. Keetia rufivillosa ingår i släktet Keetia och familjen måreväxter. Inga underarter finns listade i Catalogue of Life.